# Rødbillet.dk
Rødbillet.dk er en dansk transportvirksomhed, der driver et omfattende rutenetværk med fjernbusser i Danmark, samt enkelte ruter til Tyskland og Amsterdam. Selskabet blev grundlagt i 2012, og har hovedsæde i Viby ved Aarhus. Selskabet driver også Rute1000 fra Esbjerg og Aarhus til København.

## Historie
I direkte konkurrence med Abildskou, der siden 1983 havde drevet busruten "Linie 888" i mellem Aarhus og København, startede Rødbillet.dk den 21. december 2012 op med én daglig afgang, fire dage om ugen, på en rute mellem samme byer. Forskellen var at Rødbillet.dk kørte via Storebæltsforbindelsen, mens Linje 888's busser benyttede Mols-Liniens færger mellem Jylland og Sjælland.
Rødbillet udvidede hurtigt antallet af afgange mellem byerne, og et stop i Hjallese ved Odense blev tilføjet ruten. Der blev også tilføjet flere byer til rutekortet mellem Jylland og København. I 2013 havde selskabet cirka 75.000 passagerer, og året efter var tallet steget til over 200.000.
En stor del af Rødbillets transport bliver leveret af eksterne vognmænd, hvor Rødbillet.dk lejer både bus og chauffør til at udføre rutekørslen.
I marts 2016 betjente Rødbillet.dk ruter til omkring 30 byer fra Ingerslevsgade ved DGI-byen i København, og havde selv ti busser via et datterselskab, ligesom der dagligt blev indlejet 30 - 100 busser alt efter rejsedage.
I juni 2017 indgik Rødbillet.dk et partnerskab med den tyske transportgigant FlixBus, som tilbyder busservice mellem byer i Europa. Rødbillet.dk blev derfor den anden danske partner efter Abildskou. 